# Ethnos
Een ethnos (Oudgrieks: ἔθνος / éthnos; mv.: ἔθνη / éthnê) was een politieke groepering in het oude Griekenland (vooral in de archaïsche periode).
Op basis van een moeilijk te interpreteren passage van Aristoteles wordt een ethnos meestal gedefinieerd als een in kleine groepjes over een regio zonder urbane centra verspreide bevolking die zowel politiek, als in gebruiken en godsdienst met elkaar zijn verbonden, wat tot uiting komt in periodieke algemene vergadering en een gemeenschappelijk heiligdom voor een godheid. In deze hoedanigheid vormt de ethnos de tegenhanger van de polis.
Aristoles schijnt echter in deze passage een parallel te trekken om het verschil tussen een polis en een symmachia (bondgenootschap) aan te geven met een éthnos, waarbij hij verder preciseert dat het niet gaat over een ethnos van kômai maar een ethnos van poleis zoals die van de Arcadiërs. De basis van een symmachia is volgens een andere passage een polis, terwijl die van een ethnos een veelvoud van poleis schijnt te zijn. Eerder dan een tegenstelling polis-ethnos schijnt Aristoteles een tegenstelling ethnos van kômai-ethnos van poleis te willen maken.
Verdere aanwijzingen voor een éthnos van poleis vinden we onder andere in beschrijvingen van de Maliërs. Deze werd opgedeeld in Paralioi, Iries en Trachinen (van de polis Trachis).
De huidige term etniciteit is afgeleid van dit Oudgriekse woord.

## Verder lezen
- Z.H. Archibald, Space, Hierarchy, and Community in Archaic and Classical Macedonia, Thessaly, and Thrace, in R. Brock – S. Hodkinson (edd.), Alternatives to Athens. Varieties of Political Organization and Community in Ancient Greece, Oxford, 2000, pp. 212-233.
- J. McInerney, The Folds of Parnassos: Land and Ethnicity in Ancient Phokis, Austin, 1999.
- C. Morgan, Early Greek States Beyond the Polis, Londen - New York, 2003.